# Protographium
Protographium is een geslacht van vlinders uit de familie van de pages, onderfamilie Papilioninae. De soorten uit dit geslacht komen uitsluitend voor in het Neotropisch gebied. De typesoort van het geslacht is Papilio leosthenes Doubleday, 1846.

## Soorten
- Protographium agesilaus (Guérin & Percheron, 1835)
- Protographium oberthueri (Rothschild & Jordan, 1906)
- Protographium anaxilaus (Felder & Felder, 1865)
- Protographium asius (Fabricius, 1781)
- Protographium calliste (Bates, 1864)
- Protographium celadon (Lucas, 1852)
- Protographium dioxippus (Hewitson, 1856)
- Protographium lacandones (Bates, 1864)
- Protographium epidaus (Doubleday, 1846)
- Protographium leosthenes (Doubleday, 1846)
- Protographium leucaspis (Godart, 1819)
- Protographium marcellinus (Doubleday, 1845)
- Protographium marcellus (Cramer, 1777)
- Protographium philolaus (Boisduval, 1836)
- Protographium xanticles (Bates, 1863)
- Protographium thyastes (Drury, 1782)
- Protographium marchandii (Boisduval, 1836)
- Protographium zonaria (Butler, 1869)